# Jamaicatrupial
Jamaicatrupial (Icterus leucopteryx) är en fågel i familjen trupialer inom ordningen tättingar.

## Utseende och läte
Jamaicatrupialen är en gul fågel, ibland med grön eller orange ton, med svart "skägg" och mycket stora vita fläckar som tänker halva svarta vingarna. Ungfågeln har två vita vingband istället för vingfläcken. Ung trädgårdstrupial har ett liknande utseende, men är mindre och saknar de vita vingteckningarna. Sången består av en serie fylliga, visslade och mest fallande fraser, ofta återgiven som "cheat-you, cheat-you, cheat-you, cheat-you, cheat".

## Utbredning och systematik
Jamaicatrupial delas in i tre underarter:
- I. l. bairdi – förekommer på Caymanöarna (utdöd ca 1967)
- I. l. leucopteryx – förekommer på Jamaica
- I. l. lawrencii – förekommer på San Andrés (västra Karibiska havet)

## Levnadssätt
Jamaicatrupialen hittas i skogslandskap och trädgårdar. Födan består till stor del av frukt.

## Status
Arten har ett rätt begränsat utbredningsområde. Beståndet anses dock vara stabilt. IUCN kategoriserar den därför som livskraftig.

## Bilder

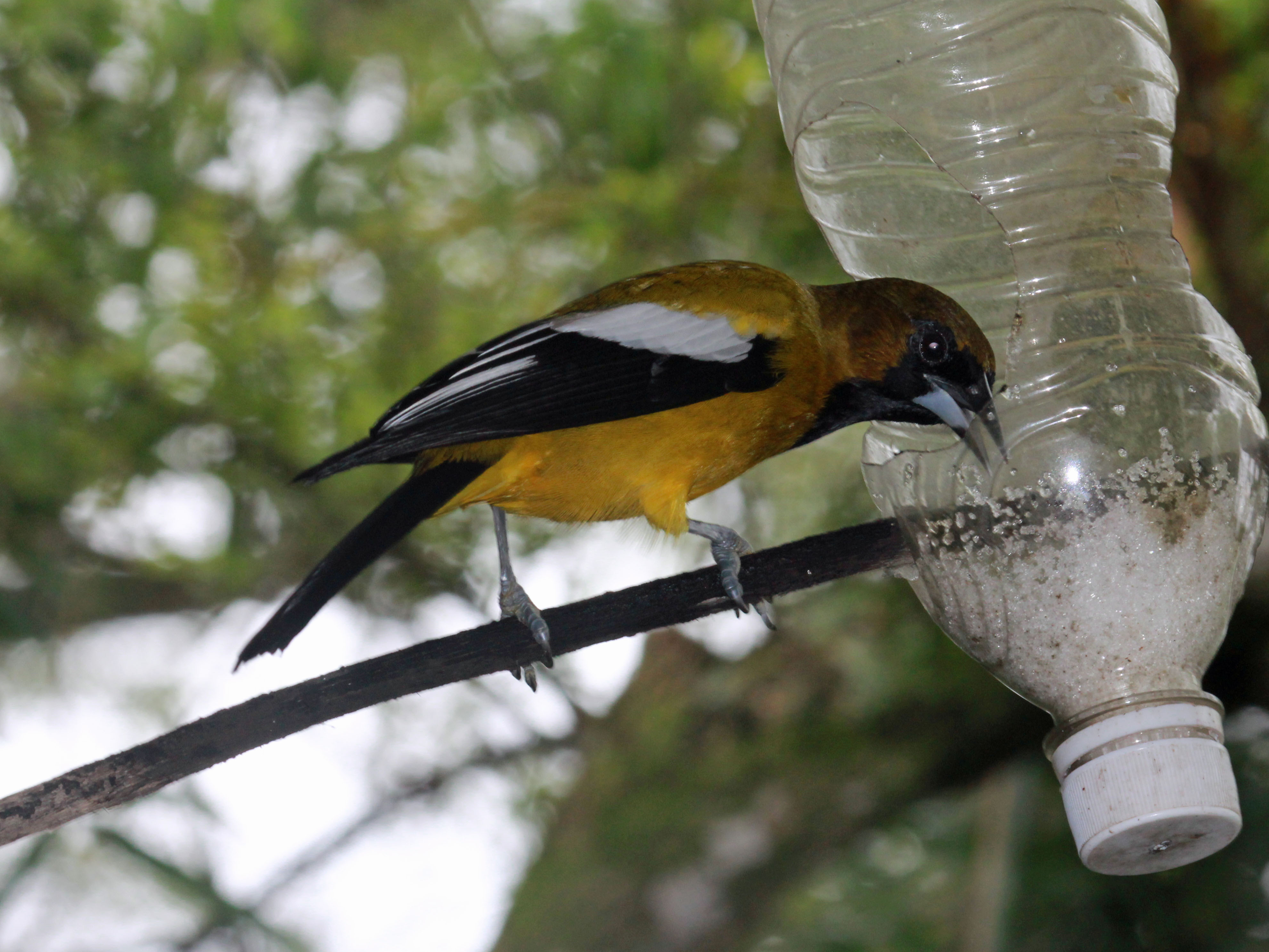
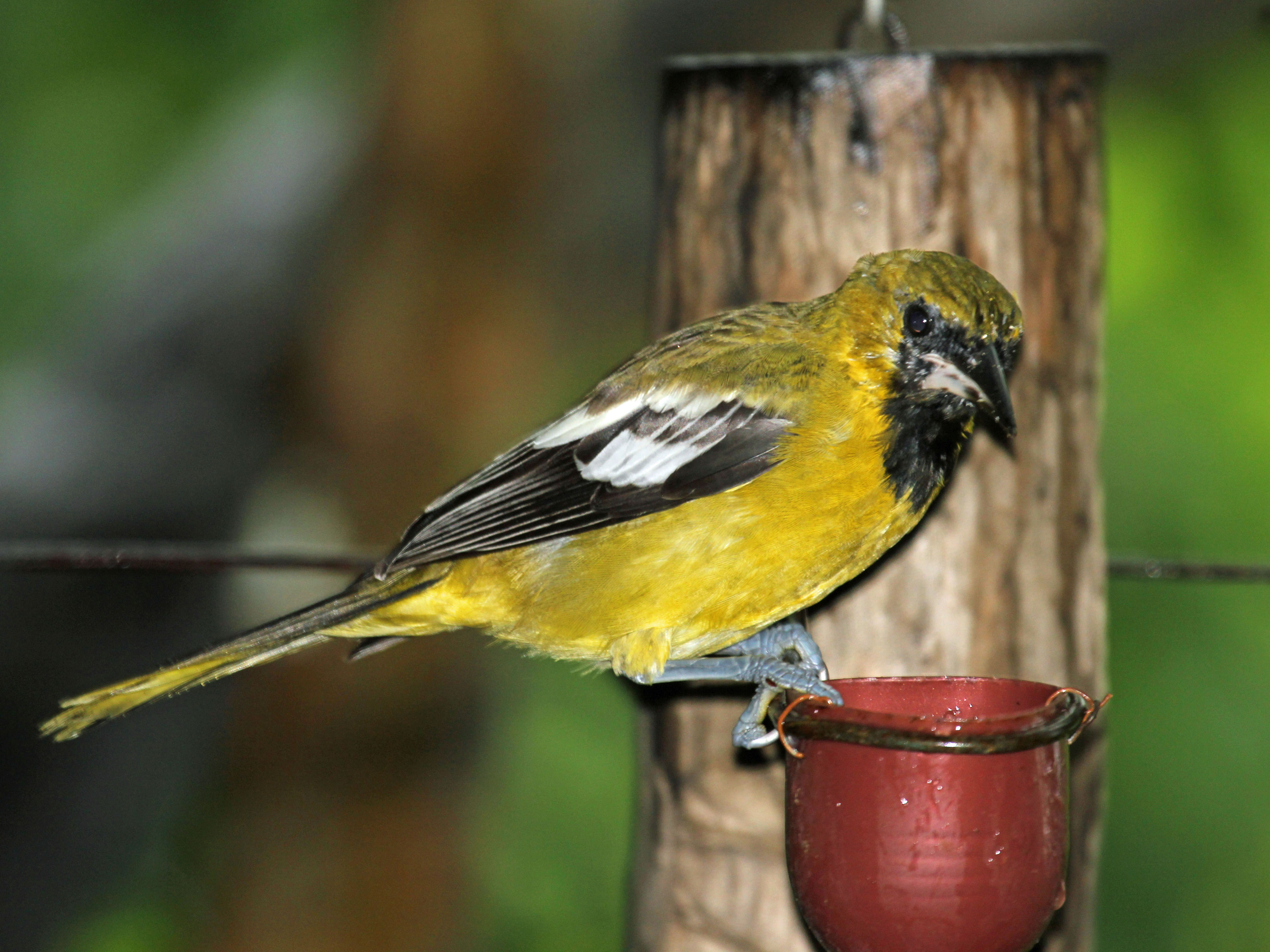